# Yves Lorion
Yves Georges Lorion (ur. 19 lipca 1901 w Hadjout, zm. ?) – francuski żeglarz, olimpijczyk.
Na regatach rozegranych podczas Letnich Igrzysk Olimpijskich 1948 wystąpił w klasie Star zajmując 11 pozycję. Załogę jachtu Aloha II tworzył również Jean Peytel.